# Nueva trova

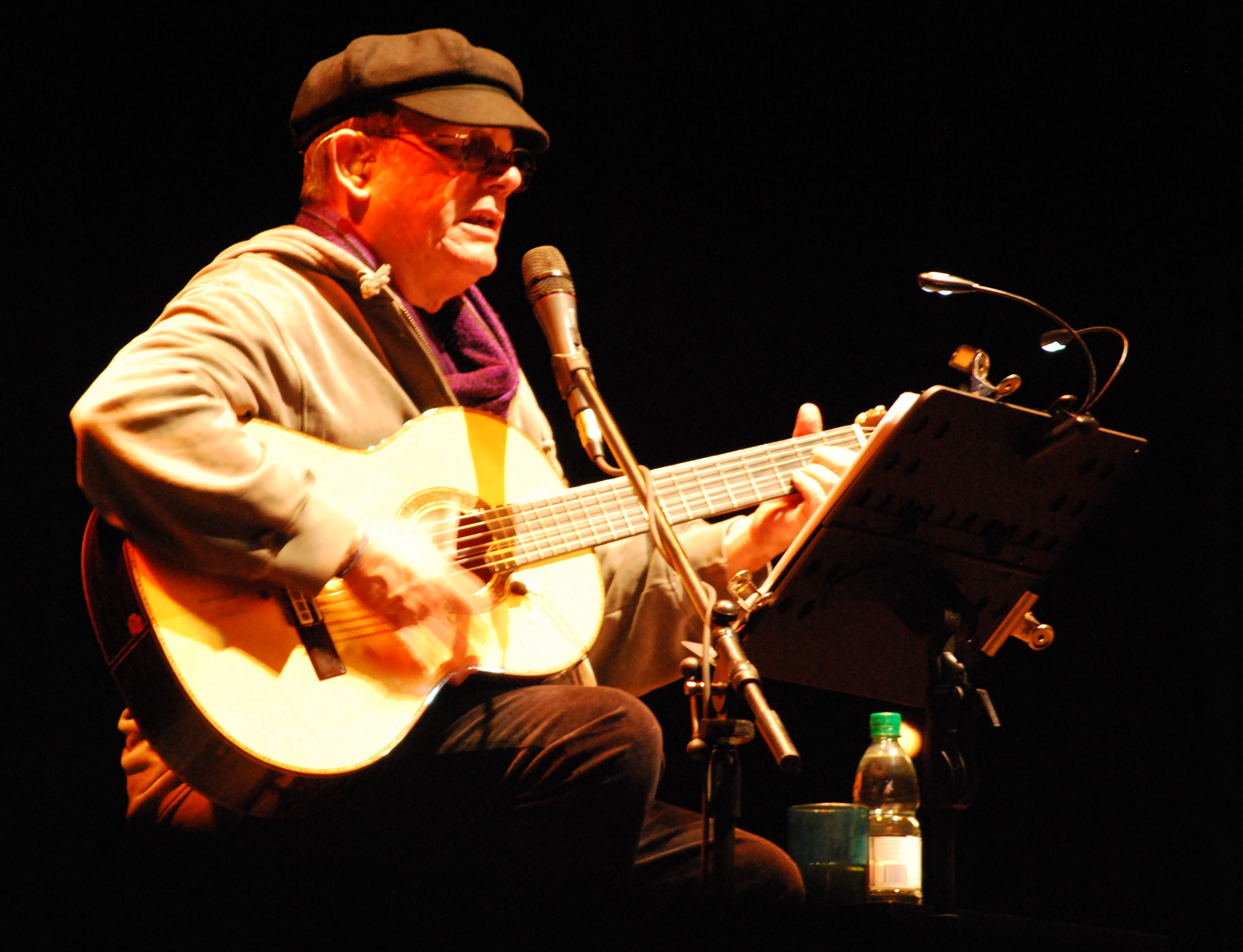
Silvio Rodriguez.

La nueva trova est un genre musical ayant émergé lors du premier congrès culturel dans les années 1960 à La Havane, dix ans après la révolution cubaine. 

## Histoire
À Cuba comme à Porto Rico, les paroles politisées de la nueva trova critiquaient fréquemment la politique étrangère des États-Unis. Pablo Milanes, Silvio Rodriguez, Noël Nicola et Pedro Luis Ferrer sont les auteurs-compositeurs les plus importants de ce mouvement, devenu en 1972 la « nueva trova »,. La nueva trova plonge ses racines dans la trova traditionnelle cubaine, mais elle en différait parce que son contenu était politique, au sens très large. 
Les chanteurs portoricains ont concentré leur attention principalement sur l'île de Vieques , qui servait de base d'entraînement aux soldats américains. À l'écoute de la jeunesse, de la quotidienneté, de la vie sociale, la nueva trova se caractérise par une recherche littéraire, poétique et par un langage musical influencé par différents styles : trova, son cubain, variété, folk, jazz, pop, et rock.
Dans les années 2010, des artistes cubains continuent  à s’inspirer de la nueva trova sous l’appellation de novissima trova. Les textes sont toujours critiques, mais les thèmes ont changé, et sont inspirés des données économiques et géopolitiques actuelles. Parmi cette génération, citons des musiciens comme Santiago Feliú, Donato Poveda, Xiomara Laugart, Franck Delgado, Gerardo Alfonso, Pedro Luis Ferrer, Carlos Varela.   Le vice-ministre cubain de la Culture, Fernando Leon, déclare que Nueva Trova était reconnue « afin de contribuer à la durabilité, à la viabilité et à la visibilité de cette importante expression culturelle. »

## Caractéristiques
Le genre est influencé par la nueva canción chilienne (musique protestataire folk) et des artistes comme Violeta Parra et Víctor Jara. Les paroles, qui tentaient d'échapper aux banalités de la vie en se concentrant sur le socialisme, l'injustice, le sexisme, le colonialisme, le racisme et d'autres problèmes « sérieux ». Haydée Santamaría est le créateur et le sponsor de ce mouvement. Parmi les fondateurs de la Nueva Trova Cubana figure Augusto Blanca Gil (né en 1945), peintre, scénographe, acteur de théâtre, compositeur et chanteur né à Banes (province de Holguín). 
Le genre musical combine la musique populaire traditionnelle avec des textes progressifs et fréquemment politisés, et était liée au nouveau mouvement de la chanson latino-américaine, en particulier en Argentine. Certains des membres de la nueva trova ont également été influencés par la musique rock et pop de leur époque.